# Walter Deckwarth
Walter Deckwarth (Johannes Walter Deckwarth; * 24. Januar 1899 in Zittau; † 15. Januar 1967 in Görlitz) war ein deutscher Glasmaler und Maler in der Lausitz.

## Leben und Werk
Deckwarths Vater Johann Deckwarth war Hilfsbahnsteigschaffner und arbeitete später als Trichinenbeschauer. Deckwarth absolvierte in Zittau in den Kunstwerkstätten des bedeutenden Glasmalers Richard Schlein eine Lehre als Glasmaler und -Zeichner und bildete sich daneben im Selbststudium künstlerisch weiter. Ab 1919 arbeitete er in Zittau freischaffend als Gebrauchs- und Reklamegrafiker. U. a. beteiligte er sich 1927 an einem Wettbewerb der Berliner Privat-Telefon-Gesellschaft zur Erlangung eines Wort- und Firmenzeichens, wobei sein Entwurf angekauft wurde.
Deckwarth zog um 1929 nach Görlitz und arbeitete bis zu seinem Ableben als erfolgreicher und gefragter Glasmaler. Er schuf u. a. Farbglasfenster für eine Vielzahl von Kirchen und eine große Zahl von profanen Fenstern mit dekorativen und figürlichen Motiven für Privathäuser in Görlitz, Zittau und Löbau. In Görlitz gibt es Farbglasfenster u. a. in der Landskron Kulturbrauerei, in der Gaststätte „Bürgerstübel“ und im Hotel „Tuchmacher“.
Allein ab 1945 beteiligte Deckwarth sich an der Restaurierung von über 600 historischer Bauten, darunter in Görlitz die Dreifaltigkeitskirche und die Pfarrkirche St. Peter und Paul, die Oberkirche St. Nikolai in Cottbus und die Wartburg. Aufträge erhielt er auch vom VEB Textilkombinat Zittau (1963), von der Sparkasse Freital (1965) und von der Apotheke Niederoderwitz (1965).
Außerdem betätigte Deckwarth sich als Maler. Er konnte die Ausstellungsmöglichkeiten nutzen, die der Kunstverein für die Lausitz und der Jakob-Böhme-Bund boten, und machte sich nach 1918 in Görlitz und darüber hinaus einen Namen. Seit Anfang der 1920er Jahre war er regelmäßig auf Görlitzer Ausstellungen vertreten. Bis in die zweite Hälfte der 1920er Jahre gehörte er zu den wichtigsten Vertretern der expressionistischen Kunstszene in Görlitz. Später malte er im Stil der Neuen Sachlichkeit.
In der DDR war Deckwarth Mitglied des Verbands Bildender Künstler der DDR.
Die Werkstatt Deckwarths führte nach seinem Ableben Rudi Wünsche weiter.
Deckwarths künstlerischer Nachlass befindet sich in den Görlitzer Sammlungen für Geschichte und Kultur.

## Kirchen mit Glasfenstern Deckwarths (unvollständig)
- Beeskow: Marienkirche (1950)
- Bernstadt auf dem Eigen: St. Nikolaus (1955)[5]
- Burg: Kirche Burg (1955)
- Dzierżoniów, damals Reichenbach: heutige Kirche Maria Mutter der Kirche (Dzierżoniów)(1933)
- Hirschfelde: St. Peter und Paul (1952)
- Lauta (1954)
- Malschwitz: Kirche Kleinbautzen
- Świeradów-Zdrój, damals Flinsberg (1942)
- Zittau-Wittgendorf: Dorfkirche Wittgendorf

## Weitere Werke Deckwarths (Auswahl)

### Profane Glasfenster
- Geschwister (1931, Glasfenster; Görlitzer Sammlungen)[6]

### Malerei
- Weberberg (1962, Öl auf Leinwand, 128 × 82 cm; Kulturhistorisches Museum Görlitz)[7]
- Tänzerin (1959, Öl auf Leinwand, 95 × 75 cm; Kulturhistorisches Museum Görlitz)[8]
- Sechs Hühner (1964, Öl auf Leinwand, 85 × 100 cm; Kulturhistorisches Museum Görlitz)[9]

## Gruppenausstellungen (unvollständig)
- 1932: Görlitz, Städtische Kunstsammlungen
- 1939: Berlin, Haus der Kunst („Schlesische Kunstausstellung. Sonderschau Kunsthandwerk“)

### Postum
- 2018: Görlitz, Kulturhistorisches Museum. („Unerhört! Expressionismus in Görlitz“)[10]
- 2023: Zittau-Wittgendorf: Dorfgemeinschaftshaus „Alte Schule Wittgensdorf“ (Frauenbilder)[11]